# 英国电影学院奖新星奖
英国电影学院奖新星奖（BAFTA Rising Star Award）是英國電影學院獎的獎項。该奖项是在玛丽·赛尔威（Mary Selway）2004年去世后设立的，她作为一名成功的选角导演而备受认可，并帮助了许多新的演员成名。5名候选者不论性别，国籍以及他们是否在电视，电影或两者上均取得了突破。尽管BAFTA评审委员会提名候选者，但获奖者完全是通过短信，互联网或电话通过公众投票选出的。
该奖2006年首次颁发给詹姆斯·麥艾維。

## 提名趋势
超级英雄电影和邦德电影中的演员已经获得了多个提名，而在独立单元剧《黑镜》中也有多名演员获得提名。
毫无例外，每年都有一位提名者出演或将要出演超级英雄电影。

## 歷屆得主
获奖者在以加粗字体显示
| 年份          | 获胜者             | 提名者                                                     |
| ------------- | ------------------ | ---------------------------------------------------------- |
| 2005 (第59届) | 詹姆斯·麥艾維      | 奇維托·艾吉佛 蓋爾·賈西亞·貝納 瑞秋·麥亞當斯 蜜雪兒·威廉絲 |
| 2006 (第60届) | 伊娃·葛林          | 愛蜜莉·布朗 娜歐蜜·哈瑞絲 基利安·墨菲 本·威士肖            |
| 2007 (第61届) | 西亞·李畢福        | 席安娜·米勒 艾倫·佩姬 山姆·萊利 汤唯                       |
| 2008 (第62届) | 洛爾·克拉克        | 麥可·塞拉 麥可·法斯賓達 蕾貝卡·霍爾 托比·凯贝尔            |
| 2009 (第63届) | 克莉絲汀·史都華    | 傑西·艾森柏格 尼古拉斯·霍尔特 嘉莉·慕萊根 塔哈·拉辛        |
| 2010 (第64届) | 湯姆·哈迪          | 潔瑪·艾特頓 安德魯·加菲爾德 亞倫·強森 艾瑪·史東            |
| 2011 (第65届) | 亚当·迪康          | 克里斯·漢斯沃 湯姆·希德斯頓 克里斯·奥多德 艾迪·瑞德曼      |
| 2012 (第66届) | 朱诺·谭波儿        | 伊莉莎白·歐森 安德莉亞·瑞絲柏 蘇瑞吉·沙瑪 艾莉西亞·薇坎德  |
| 2013 (第67届) | 威爾·普爾特        | 丹·德翰 喬治·麥凱 露琵塔·尼詠歐 蕾雅·瑟杜                  |
| 2014 (第68届) | 傑克·歐康納        | 古古·玛芭塔-劳 瑪格·羅比 麥爾斯·泰勒 雪琳·伍德莉           |
| 2015 (第69届) | 約翰·波耶加        | 泰隆·艾奇頓 達珂塔·強生 布麗·拉森 蓓尔·宝利                |
| 2016 (第70届) | 湯姆·霍蘭德        | 莱娅·科斯塔 盧卡斯·海吉斯 露絲·奈嘉 安雅·泰勒-喬伊         |
| 2017 (第71届) | 丹尼尔·卡卢亚      | 佛蘿倫絲·普伊 喬許·歐康納 泰莎·湯普森 提摩西·夏勒梅        |
| 2018 (第72届) | 莉蒂西亞·萊特      | 傑西·伯克利 辛西婭·艾利沃 貝瑞·柯根 凱斯·史坦費爾德        |
| 2019 (第73届) | 米歇兒·沃德        | 奧卡菲娜 傑克·洛登 凯特琳·德弗 凱爾文·哈里遜               |
| 2020 (第74届) | 芭姬·巴克雷        | 金斯李·班-阿迪爾 莫菲德·克拉克 蘇普·狄里蘇 康拉德·克罕     |
| 2021 (第75届) | 拉沙納·林奇        | 亞莉安娜·黛博塞 哈里斯·迪金森 米莉森·西蒙斯 寇帝·史密-麥菲 |
| 2022 (第76屆) | 艾瑪·麥基          | 娜歐蜜·艾基 希拉·阿蒂姆 达利尔·麦克科马克 艾米·盧·伍德     |
| 2023 (第77屆) | 米雅·麥琪娜-布魯斯 | 菲比·迪尼弗 阿尤·艾德維利 雅各·艾洛迪 蘇菲·魏爾德          |
| 2024 (第78屆) | 大衛·榮松          | 瑪莉莎·阿貝拉 賈雷爾·傑若米 麥琪·麥迪遜 納布罕·里茲萬      |

## 外部連結
- 英國電影和電視藝術學院官网 （页面存档备份，存于）